# Дятловка (Гомельская область)
Дя́тловка (бел. Дзятлаўка) — деревня в Вышемирском сельсовете Речицкого района Гомельской области Белоруссии.

## География

### Расположение
В 41 км на юг от районного центра и железнодорожной станции Речица (на линии Гомель — Калинковичи), 91 км от Гомеля.

## Транспортная сеть
Транспортные связи по просёлочной, затем автомобильной дороге Хойники — Речица. Планировка состоит из короткой широтной улицы, застроенной деревянными усадьбами.

## История
Основана в начале XX века переселенцами из соседних деревень. Наиболее активная застройка приходится на 1920-е годы. В 1931 году организован колхоз. Во время Великой Отечественной войны в июне 1943 года оккупанты полностью сожгли деревню и убили 4 жителей. 4 жителя погибли на фронте. Согласно переписи 1959 года в составе колхоза имени XXII съезда КПСС (центр — деревня Вышемир).

## Население

### Численность
- 2004 год — 13 хозяйств, 19 жителей.

### Динамика
- 1930 год — 22 двора, 112 жителей.
- 1959 год — 92 жителя (согласно переписи).
- 2004 год — 13 хозяйств, 19 жителей.